# Schicksal am Berg
Schicksal am Berg ist ein 1949 entstandener deutscher Heimat- und Bergfilm von Ernst Heß mit Wolf Petersen in der Hauptrolle.

## Handlung
Ein junger Fabrikarbeiter irgendwo im norddeutschen Großstadtgetriebe will seinem eintönigen Alltag daheim entfliehen und begibt sich daher auf einen Kurztrip in die alpine Bergwelt.  Er steigt direkt in die Steilwand ein, verunglückt aber bald darauf, da es ihm an nötiger Erfahrung beim Hochgebirgsklettern mangelt. Erst nach Tagen kann er gerettet werden, zum Zeitpunkt, als im Tal gerade ein Dorffest veranstaltet wird. Der unerfahrene Bergkletterer wird ins Haus des Bürgermeisters gebracht, wo ihn dessen Tochter gesund pflegt. Dabei entflammen beider Herzen heftig füreinander.

## Produktionsnotizen
1949 in Oberstdorf und den Allgäuer Alpen (am Steinkogel) mit bescheidensten finanziellen Mitteln gedreht, erlebte Schicksal am Berg seine Uraufführung am 20. Februar 1950 in Kempten im Allgäu. In Berlin konnte der Film erstmals im Osten der Stadt am 18. Januar 1952 in Augenschein genommen werden. 
Regisseur Ernst Heß übernahm auch die Produktionsleitung.

## Kritiken
Die Kritik ließ an dieser Billigproduktion kaum ein gutes Haar. Nachfolgend drei Beispiele:
Österreichs Weltpresse schrieb: “Die Handlung wurde einer wahren Begebenheit nachgestaltet und wirkt wohl deshalb nicht so überzeugend und folgerichtig wie eine eigens für den Film erdachte Geschichte. Die Stärke dieses Films … liegt in der Echtheit bezüglich Landschaft (Kamera Georg Krause), der Typen … und der Sprache.”
Der Wiener Kurier schimpfte: “Primitiv und dilettantisch von A bis Z, erregt dieses Machwerk an “tragischen” Stellen die Heiterkeit des Publikums”.
Im Lexikon des Internationalen Films heißt es: „Dilettantisch gemachter Heimatfilm, dessen dünnblütige Handlung durch die bemühte Darstellung des dörflichen Milieus auch nicht tiefsinniger wird.“